# Pterocuma rostratum
Pterocuma rostratum är en kräftdjursart som först beskrevs av Sars 1894.  Pterocuma rostratum ingår i släktet Pterocuma och familjen Pseudocumatidae. Inga underarter finns listade i Catalogue of Life.